# Now or Never (Halsey)
Now or Never è un singolo della cantante statunitense Halsey, il primo estratto dal suo secondo album in studio Hopeless Fountain Kingdom e pubblicato il 4 aprile 2017 dalla Astralwerks.

## Pubblicazione
Halsey ha annunciato il 7 marzo 2017 il mese del rilascio e il titolo del suo secondo album in studio, Hopeless Fountain Kingdom, in uscita a giugno. Ha optato per un sound più mainstream per l'album, dicendo: "Sono più che capace di scrivere musica radiofonica e spero di mettere i miei soldi dove la mia bocca è su questo album". Il singolo è stato annunciato alla copertina attraverso i social media di Halsey un giorno prima della sua uscita ufficiale.

## Descrizione
Now or Never è stato scritto da Halsey e Starrah insieme ai produttori Cashmere Cat, Happy Perez e Benny Blanco. In seguito ha anche fatto da"terapeuta in un modo strano" durante il processo di registrazione. La cantante ha infatti confessato: “Abbiamo finito la traccia e quindi eravamo pronti ad andare, e lui (Blanco) era come, 'Ehi, ho sentito quella cosa che hai cantato.  Stai bene?'.  È stato come se avesse sentito un grido di aiuto in quello che stavo cantando, il che è stato bello perché ha creato un legame." La canzone è stata descritta come un dark pop e R&B slow jam. Il testo mostra Halsey che offre ad un amante un ultimatum per amarla "ora o mai più" (now or never).

## Accoglienza
Nel contesto di seguire la sua collaborazione pop di successo con The Chainsmokers, Closer, Jon Caramanica di The New York Times ha affermato che "Now or Never è "preoccupante, è tra le sue canzoni meno vocalmente presenti e si muove lentamente e con disinvoltura, ed è molto efficace, anche se non è profondamente Halsey". Il redattore di Billboard Jason Lipshutz ha scritto "La canzone non ha il ritornello di Closer -Il suo hook, ampiamente paragonato a Needed Me di Rihanna, simula e non fa mai detonare, ma la canzone possiede il ritmo lento e la performance vocale vulnerabile che ha funzionato per recenti successi come Issues di Julia Michaels e Location di Khalid". Brittany Spanos di Rolling Stone ha pensato che Halsey "abbracci un suono più sensuale", allontanandosi dal "pop alternativo industriale" del suo album di debutto Badlands. Anna Caga di Spin ha dichiarato che "suona come qualcuno che ha lasciato una lattina di Needed Me di Rihanna sul bancone fino a quando non è andato a male".

## Esibizioni dal vivo
Halsey ha esibito la canzone per la prima volta il 4 maggio 2017 da Jimmy Fallon e a fine mese ai Billboard Music Award 2017. A giugno 2017, l’ha eseguita al The Late Show with Stephen Colbert.

## Tracce
1. Now or Never – 3:34 (Ashley Frangipane, Brittany Hazzard, Magnus Høiberg, Benjamin Levin, Nathan Perez)

## Classifiche
| Classifica (2017) | Posizione massima |
| ----------------- | ----------------- |
| Australia         | 16                |
| Austria           | 61                |
| Canada            | 32                |
| Francia           | 151               |
| Irlanda           | 42                |
| Italia            | 61                |
| Nuova Zelanda     | 22                |
| Paesi Bassi       | 84                |
| Regno Unito       | 80                |
| Scozia            | 46                |
| Stati Uniti       | 17                |
| Stati Uniti (pop) | 3                 |
| Svezia            | 61                |
| Svizzera          | 77                |